# کنترل شدآمد شبکه
امروزه طراحی شبکه‌های قابل اعتماد و قوی و سرویس‌های بر مبنای شبکه سخت تر شده‌است. تنها راه رسیدن به این هدف، شناخت جزئیات مشخصه‌های ترافیکی شبکه‌است. در شبکه‌های رایانه‌ای، درخواست‌ها کاملاً قابل پیش‌بینی نیستند، موفقیت یک شبکه وابسته به سرویس‌های مفیدی است که ارائه می‌دهد. یک تخمین درست از کارایی شبکه برای موفقیت هر شبکه‌ای الزامی است. مدل کردن کارایی برای تصمیم‌گیری در مورد کیفیت خدمات نیاز است؛ بسیاری از مدل‌های ترافیکی بر اساس اندازه‌گیری داده‌های ترافیکی گسترش می‌یابند. اگر مدل‌های ترافیکی در لایه‌های پایین تر مشخصه‌های ترافیکی را به درستی دریافت نکند، نمی‌توانند کارایی مؤثری داشته باشند و نتیجه ممکن است بیشتر یا کمتر از کارایی شبکه باشد، بنابراین به طراحی شبکه آسیب می‌رساند. از این رو مدل‌های ترافیکی شبکه، یک عنصر کلیدی در ارزیابی کارایی شبکه‌ها هستند و آن‌ها باید بسیار دقیق باشند.

## تاریخچه
نظریه Teletraffic (به انگلیسی: مهندسی ترافیک (مخابرات)) از ریاضیات برای اندازه گیری، مدل‌سازی و کنترل ترافیک در در شبکه‌های از راه دور استفاده می‌کند (Willinger and Paxson, 1998). هدف کلی در مدل‌سازی ترافیک پیدا کردن فرآیندهای تصافی برای نشان دادن رفتار ترافیک است. تلاش‌هایی در شرکت تلفن کپنهاگن در دهه ۱۹۱۰ توسط Erlang انجام شد که مشخصه‌های ترافیک تلفن برای تماس‌های جدید و زمان صرف شده برای آن‌ها را با استفاده از توزیع‌های احتمال خاص بدست آورد. Erlang مدل‌های ترافیکی را برای تخمین ظرفیت سوئیچ‌های تلفن بکار گرفت تا به احتمال تعداد تماس‌ها در یک بلاک دست یابد. فرمول‌های بلاک بندی Erlang کاربرد زیادی در حامل‌های عمومی داشت زیرا تسهیلات تلفن از قبیل سوئیچ کردن و انتقال، نیازمند سرمایه‌گذاری‌های قابل توجهی بودند. بعد از چند دهه، فعالیت‌های Erlang باعث استفاده از تئوری صف شد و احمالات را به‌طور عمومی در مهندسی شبکه‌های تلفن بر مبنای سوئیچ بکار برد. نظریه مهندسی ترافیک (مخابرات) برای شبکه‌های بسته‌ای پیشرفت قابل توجهی در چند دهه اخیر داشته‌است (Adas, 1997; Frost and Melamed, 1994; Michiel and Laevens, 1997; Park and Willinger, 2000) از قبیل LRD، موجک و برخال چندگانه سپس مدل‌سازی ترافیکی توسط تکنولوژی‌های شبکه‌ای و برنامه‌های چند رسانه‌ای ادامه پیدا کرد. برای مثال تکنولوژی‌های بیسیم اجازه استفاده به تعداد بیشتری از کاربران متحرک را دادند. تحرک داشتن باید به عنوان یک امکان اضافه تر برای مدل‌سازی ترافیک در شبکه‌های بیسیم در اختیار کاربران قرار گیرد (Thajchayapong and Peha, 2006; Wu, Lin, and Lan, 2002). مدل‌های ترافیکی فهم بهتری از رفتار شبکه در مواقع ترافیک به ما نشان می‌دهند اما فهم ما در گذر زمان تغییر کرده و بهتر می‌شود.

## کاربرد مدل‌های ترافیکی شبکه
اندازه‌گیری برای مقایسه کارایی واقعی شبکه، مفید و ضروری است. مدل‌های ترافیکی می‌توانند برای حل مشکلات فرضی استفاده شوند، در حالیکه اندازه گیری‌های ترافیکی فقط حقایق جاری را نشان می‌دهند. پیگیری ترافیک، فهم یک فرآیند تصادفی است در حالیکه مدل ترافیکی یک مدل تصادفی است. دنبال کردن ترافیک، دیدگاهی نسبت به یک منبع ترافیکی خاص در اختیار ما قرار می‌دهد اما یک مدل ترافیکی، دیدگاهی از تمام منابع ترافیکی در اختیار ما می‌گذارد. مدل‌های ترافیکی کاربردهای زیادی دارند، سه تا از مهم‌ترین آن‌ها عبارتند از:
- اندازه‌گیری صحیح منابع شبکه برای رسیدن به یک سطح معین از کیفیت خدمات(QoS). این موضوع قبل تر از تحقیقات Erlang روی تماس‌های صوتی و ظرفیت سوئیچ‌های تلفن مطرح شده بود. مدل‌های ترافیک بسته‌ها برای تخمین پهنای باند و بافر منابع نیاز هستند. دانستن نرخ متوسط ترافیک در یک شبکه کافی نیست. آگاهی از متغیر بودن اندازه ترافیک و انفجاری بودن آن برای تشخیص اندازه بافر در گره‌ها و همچنین گنجایش خطوط ارتباطی نیز نیاز است(Barakat, et al. , 2003).
- دومین کاربرد مهم استفاده از مدل‌های ترافیک شبکه، بررسی کارایی شبکه در کنترل‌های ترافیکی خاص است. برای مثال، بررسی کارایی الگوریتم‌های برنامه‌ریزی بسته‌ها که ممکن است ترافیک شبکه را بر مبنای سناریوهای متفاوتی انجام دهند یا الگوریتم‌هایی که برای دوری کردن از برخورد در شبکه‌های TCP مورد استفاده هستند. ارزیابی مؤثر الگوریتم‌های جدید از نظر پایداری، بیطرفی و عملکرد بدون مدل‌های واقعی امکان‌پذیر نیست.
- سومین کاربرد مهم، کنترل پذیرش است. در شبکه‌های اتصال گرا از قبیل ATM برای تضمین کیفیت خدمات، کنترل پذیرش به معنای بلوک کردن ارتباطات جدید است. یک استراتژی ساده می‌تواند بر اساس نرخ اوج ارتباط جدید باشد؛ یک ارتباط جدید پذیرفته می‌شود اگر پهنای باند در دسترس بیشتر از نرخ اوج آن باشد. یک استراتژی پذیرش پیچیده بر اساس استفاده مؤثر از پهنای باند صورت می‌گیرد(Kelly, 1996). از رفتار منبع ترافیکی به یک پهنای باند مؤثر بین نرخ اوج و نرخ میانگین برای رسیدن به محدوده QoS مورد نظر می‌رسیم. در نتیجه، پهنای باند مؤثر تابع تغییرات منبع است.

## مراحل مدل‌سازی ترافیک شبکه
مدل سازی ترافیک شبکه شامل سه مرحله‌است:
- انتخاب یک یا چند مدل که توانایی توصیف نوع ترافیک را بخوبی داشته باشند.
- تخمین پارامترهایی برای مدل‌های انتخاب شده. تخمین پارامترها بر اساس مجموعه‌ای از آمارها از قبیل میانگین، واریانس، چگالی توابع یا توابع auto covariance و مشخصه‌های سامانه چندبرخالی که از داده‌های مشاهده شده محاسبه می‌شوند انجام می‌شود.
- انجام تست‌های آماری روی مدل‌های انتخابی برای برگزیدن بهترین مدل و تحلیل شایستگی آن. در سال‌های اخیر چند نوع از رفتارهای ترافیکی که تأثیر مهمی روی کارایی شبکه داشته‌اند به وجود آمده‌اند:long-range dependence, خودهمانند, multifractality.

packet length distributions و packet inter-arrival distributions دو تا از پارامترهای اصلی هستند که توسط مدل‌های ترافیکی شبکه تولید می‌شوند. سایر پارامترها مانند مسیرها، توزیع مقصدها و... از اهمیت کمتری برخوردارند. با کمک شناخت و تحلیل این پارامترها مشکل توزیع اندازه بسته امروزه به‌طور مناسبی حل شده‌است.

## انواع مدل‌های ترافیک شبکه
مدل‌های ترافیک اولیه از مدل‌های مخابرات مشتق شده بودند و بیشتر روی سادگی تحلیل‌ها تمرکز داشتند. مدل‌های ترافیکی به دو دسته کلی تقسیم می‌شوند: مدل‌های خود شبیه و مدل‌هایی که خود شبیه نیستند.

## مدل‌های خودشبیه
- Fractional Brownian Motion: Ilkka Norros یک فرآیند تصادفی برای یک مدل قوی با ورودی خودشبیه و خروجی با نرخ ثابت ایجاد کرد. این مدل در ابتدا کارایی نداشت اما بعدها به عنوان یک مدل کارا، ساده و جالب پذیرفته شد.
- SWING: همه مدل‌های خود شبیه از یک اشکال مهم رنج می‌برند؛ تخمین پارامترهای خود شبیه از روی ترافیک واقعی شبکه نیازمند مقدار زیادی داده و محاسبات سنگین و پیچیده‌است. SWING از یک مدل ساده برای تحلیل و تولید ترافیک در شبکه استفاده می‌کند. این مدل مشخصه‌هایی از کاربران نظیر Requst-Response Exchanges، ارتباطات و بسته‌های منفرد را بررسی می‌کند.
- Pareto Distribution
- توزیع وایبول
- مدل خودهمبسته
- REGRESSION model
- TES model

## مدل‌های غیر خود شبیه
- مدل توزیع پوآسون (Poisson Distribution Model): یکی از پر کاربردترین و قدیمی‌ترین مدل‌های ترافیکی که بدون حافظه بوده و در تحلیل ترافیک شبکه‌های تلفنی قدیمی نقش عمده‌ای داشته‌است. این مدل از دو فرض اولیه استفاده می‌کند؛ اول، تعداد بینهایت منبع و دوم، الگوی تصادفی ترافیک ورودی.
- مدل ترکیبی پوآسون(Compound Poisson Traffic Model): در این مدل که تعمیم یافتهٔ مدل پوآسون است برای توزیع دسته‌ای بسته‌ها بکار می‌رود. این مدل مانند مدل قبل بدون حافظه بوده و تراکم جریان داده‌ها تصادفی است.
- مدل مارکوف (Markov Model): مدل مارکوف تلاش می‌کند تا فعالیت‌های یک منبع ترافیکی روی شبکه را به وسیلهٔ بینهایت حالت مدل‌سازی کند. صحت مدل با افزایش تعداد حالت‌ها به صورت خطی زیاد می‌شود. اگرچه با افزایش تعداد حالت‌ها پیچیدگی مدل نیز بیشتر می‌شود. یک نکته مهم در این مدل این است که هر حالت به حالت‌های قبلی وابسته نیست.
- مدل آموزش بسته (Packet Trains): یک مدل ترافیک انفجاری است که برای تحلیل و دسته‌بندی ترافیک واقعی طراحی شده‌است.